# روي كاي
روي كاي (بالإنجليزية: Roy Kay)‏ (24 أكتوبر 1949 بإدنبرة في المملكة المتحدة - ) هو لاعب كرة قدم بريطاني في مركز الظهير. لعب مع نادي سلتيك ونادي يورك سيتي وهارت أوف ميدلوثيان وNorthallerton Town F.C. ‏.

## وصلات خارجية
- روي كاي على موقع قاعدة بيانات كرة القدم.إي يو (الإنجليزية)